# Drypetes lateriflora
Drypetes lateriflora là một loài thực vật có hoa trong họ Putranjivaceae. Loài này được (Sw.) Krug & Urb. mô tả khoa học đầu tiên năm 1892.